# Nakasongola
Nakasongola es una ciudad en el distrito de Nakasongola, en la región central de Uganda. La ciudad es la sede del distrito.

## Ubicación
Nakasongola se encuentra aproximadamente a 125 kilómetros al norte de Kampala, la capital y ciudad más grande de Uganda, por una carretera asfaltada entre Kampala y Masindi.

## Población
La población de Nakasongola se estimó en 6 500 habitantes durante el censo nacional de 2002, mientras que en 2006 se estimó en 6 921 habitantes. En 2010, la Oficina de Estadísticas de Uganda (UBOS) estimó la población a mitad de año en 7 600 habitantes, y a mediados de año 2012 en 7 800 habitantes. En el censo nacional de población de 2014, la población de Nakasongola se enumeró en 10 289 habitantes.

## Puntos de interés
Los siguientes puntos de interés se encuentran en la ciudad de Nakasongola o a sus alrededores:
- las oficinas del Ayuntamiento de Nakasongola.
- las oficinas del gobierno local del distrito de Nakasongola.
- la Base de la Fuerza Aérea de Nakasongola.
- el Aeropuerto de Nakasongola, ubicado en la Base de la Fuerza Aérea de Nakasongola.
- la Academia de la Fuerza Aérea Militar de Uganda.[6]
- el Mercado central de Nakasongola.
- el Santuario de Rinocerontes de Ziwa, aproximadamente a 50 kilómetros al noroeste de Nakasongola por la carretera Nakasongola-Masindi.[7]